# Судіць (Пошта-Килнеу, Бузеу)
Судіць, Судіці (рум. Sudiți) — село у повіті Бузеу в Румунії. Входить до складу комуни Пошта-Килнеу.
Село розташоване на відстані 110 км на північний схід від Бухареста, 13 км на північ від Бузеу, 92 км на захід від Галаца, 107 км на південний схід від Брашова.

## Населення
За даними перепису населення 2002 року у селі проживали 1212 осіб. Усі жителі села рідною мовою назвали румунську.
Національний склад населення села:
| Національність | Кількість осіб | Відсоток |
| -------------- | -------------- | -------- |
| румуни         | 1189           | 98,1%    |
| цигани         | 23             | 1,9%     |